# 中華英雄之中華傲訣
《中華英雄之中華傲訣》（英語：The Blood Sword 2）是香港亞洲電視於九十年代改編自馬榮成同名武打漫畫《中華英雄》的劇集，是電視劇《中華英雄》的前傳，共20集，於1991年9月9日首播。故事以華英雄舉家移居美國，但妻子潔瑜在郵輪遇害後，對抗殺人組織和黑龍會，最後與日本高手無敵決戰。

## 演員
- 何家勁 飾 華英雄
- 羅頌華 飾 華劍雄
- 葉玉卿 飾 潔瑜
- 楊澤霖 飾 無敵
- 梁思浩 飾 無情
- 洪志成 飾 鬼僕
- 何美美 飾 姬絲
- 龐秋雁 飾 思傲
- 連偉健 飾 玄武
- 陳植槐 飾 生奴
- 楊嘉諾 飾 羅漢
- 煒　烈 飾 金太保
- 鄭君熾 飾 火四郎
- 羅耀雄 飾 邪童
- 袁潔儀 飾 水賀
- 麥麗紅 飾 木修羅
- 譚榮傑 飾 金三絕
- 林文偉 飾 天狼子
- 張　錚 飾 劍聖
- 關偉倫 飾 白楓
- 梁錦燊 飾 月門神
- 曾贊安 飾 日門神
- 陳佩珊 飾 青兒
- 劉錫賢 飾 紫仔
- 陳迪華 飾 白蛇尊者
- 陳劍雲 飾 毒宗
- 司馬華龍 飾 天羅神老
- 高　雄 飾 撒旦將軍
- 范永華 飾 大刀王
- 鄭恕峰 飾 心魔
- 李麗蕊 飾 ANNA
- 羅　烈 飾 卡先龍
- 于杰夫 飾 黑龍司令
- 魯振順 飾 陰陽使
- 苑瓊丹 飾 命煞
- 丁　櫻 飾 陣煞
- 劉千愉 飾 鳴月
- 李　菁 飾 中出杏子
- 佘文炳 飾 沈天揚
- 湯國明 飾 沈存孝
- 黃樹棠 飾 刀中不二
- 徐曼華 飾 無敵妻
- 陳獅雄 飾 一聯兄弟
- 仲　煒 飾 一聯兄弟
- 劉宗基 飾 一聯兄弟
- 吳嘉華 飾 一聯兄弟
- 鄧漢雄 飾 四霸
- 陳子洪 飾 四霸
- 鄭玉賢 飾 四霸
- 江俊衛 飾 四霸
- 劉　準
- 米　奇
- 敖　龍
- 陳　東
- 石中玉
- 邱展鵬
- 李陽春
- 周兆麟
- 馬兆猛